# العلاقات الكونغوية الجنوب سودانية
العلاقات الكونغولية الجنوب سودانية هي العلاقات الثنائية التي تجمع بين جمهورية الكونغو وجنوب السودان.

## مقارنة بين البلدين
هذه مقارنة عامة ومرجعية للدولتين:
| وجه المقارنة                                              | [[تصنيف:صفحات تستخدم رمز علم غير موجود\|]] جمهورية الكونغو | جنوب السودان                  |
| --------------------------------------------------------- | ---------------------------------------------------------- | ----------------------------- |
| المساحة (كم2)                                             | 342.00 ألف                                                 | 619.75 ألف                    |
| عدد السكان (نسمة)                                         | 5.26 مليون                                                 | 12.58 مليون                   |
| الكثافة السكانية (ن./كم²)                                 | 15.38                                                      | 20.3                          |
| العاصمة                                                   | برازافيل                                                   | جوبا                          |
| اللغة الرسمية                                             | لغة فرنسية                                                 | لغة إنجليزية                  |
| العملة                                                    | فرنك وسط أفريقي                                            | جنيه جنوب سوداني، جنيه سوداني |
| الناتج المحلي الإجمالي (بليون دولار)                      | 8.72 مليار                                                 | 2.90 مليار                    |
| الناتج المحلي الإجمالي (تعادل القوة الشرائية) بليون دولار | 29.48 مليار                                                | 22.88 مليار                   |
| الناتج المحلي الإجمالي الاسمي للفرد دولار أمريكي          | 1.85 ألف                                                   | 73                            |
| الناتج المحلي الإجمالي للفرد دولار أمريكي                 |                                                            | 2.02 ألف                      |
| مؤشر التنمية البشرية                                      | 0.591                                                      | 0.467                         |
| رمز المكالمات الدولي                                      | +242                                                       | +211                          |
| رمز الإنترنت                                              | .cg                                                        | .ss                           |
| المنطقة الزمنية                                           | ت ع م+01:00                                                | ت ع م+03:00                   |

## منظمات دولية مشتركة
يشترك البلدان في عضوية مجموعة من المنظمات الدولية، منها:
| علم المنظمة | اسم المنظمة                               | تاريخ انضمام جمهورية الكونغو | تاريخ انضمام جنوب السودان |
| ----------- | ----------------------------------------- | ---------------------------- | ------------------------- |
|             | البنك الدولي للإنشاء والتعمير             | 10 يوليو 1963                | 18 أبريل 2012             |
|             | يونسكو                                    | 24 أكتوبر 1960               | 27 أكتوبر 2011            |
|             | وكالة ضمان الاستثمار متعدد الأطراف        | 16 أكتوبر 1991               | 18 أبريل 2012             |
|             | البنك الإفريقي للتنمية                    | ?                            | ?                         |
|             | مؤسسة التمويل الدولية                     | 1 أكتوبر 1980                | 18 أبريل 2012             |
|             | منظمة الشرطة الجنائية الدولية             | ?                            | ?                         |
|             | الأمم المتحدة                             | 20 سبتمبر 1960               | 14 يوليو 2011             |
|             | الاتحاد الأفريقي                          | ?                            | ?                         |
|             | مؤسسة التنمية الدولية                     | 8 نوفمبر 1963                | 18 أبريل 2012             |
|             | المركز الدولي لتسوية المنازعات الاستشارية | 14 أكتوبر 1966               | 18 مايو 2012              |

## وصلات خارجية
- موقع وزارة الخارجية الجنوب سودانية